# Municipio de San Pedro y San Pablo Teposcolula
El municipio de San Pedro y San Pablo Teposcolula es un municipio ubicado al noroeste del estado de Oaxaca, en México.

## Toponimia
La palabra Teposcolula deriva del náhuatl tepoztli 'cobre', colotl 'torcedura' y tla 'junto' o 'entre', cuyo significado es "junto a la torcedura del cobre". Su nombre en lengua mixteca es Yucundaa 'Cerro derecho'.

## Localidades del municipio
El municipio de San Pedro y San Pablo Teposcolula, cuenta con tres agencias de policía:
- Santa Catarina Río Delgado
- Santo Domingo Tlachitongo
- Guadalupe Tixá

Y cuatro agencias municipales: 
- San Felipe Ixtapa
- Santo Tomás Tecolotitlán
- Guadalupe Vista Hermosa
- San Miguel Tixá.

Teposcolula es cabecera de distrito del mismo nombre, los municipios que lo integran son:
- Chilapa de Díaz
- La Trinidad Vista Hermosa
- San Andrés Lagunas
- San Antonino Monteverde
- San Antonio Acutla
- San Bartolo Soyaltepec
- San Juan Teposcolula
- San Pedro Nopala
- San Pedro Topiltepec
- San Pedro Yucunama
- San Sebastián Nicananduta
- San Vicente Nuñu
- Santa María Nduayaco
- Santiago Nejapilla
- Santiago Yolomecatl
- Santo Domingo Ticú
- Santo Domingo Tlatayapam
- Santo Domingo Tonaltepec
- Tamazulapan del Progreso
- Teotongo
- Villa Tejupan de la Unión

## Historia
Desde la  época prehispánica ya existía un asentamiento previo a la fundación del pueblo de indios ordenada por el virrey Luis de Velazco en 1552;  este lugar se conoce hasta el momento como Yucundaa que en lengua mixteca yucu ´cerro´ y ndaa ´recto. Exploraciones arqueológicas hechas en los últimos años han demostrado que fue una de las ciudades mixtecas más significativa durante el periodo Posclásico (950-1522 d. C.),  ya que sobre el cerro donde fue levantado el poblado —al sureste de la población actual— fueron localizados los restos de un juego de pelota, palacios de gobernantes y nobles, una gran plaza y una calzada ceremonial. De igual manera en las laderas se localizaron las viviendas de los pobladores y un sistema de terrazas para la agricultura.
El pueblo actual se fundó con la llegada de los españoles en el siglo XVI. Se considera que fue un importante centro económico político en la zona de la Mixteca.